# Entrez

Entrez標誌

Entrez全局查詢跨數據庫搜索系統是一個聯合搜尋引擎。它能讓使用者能一次搜尋NCBI網站上的許多不同的健康科學數據庫。該數據庫能快速搜尋蛋白質的一級結構、高級結構，以及相關的參考資料。Entrez系統同時還提供基因的序列信息以及染色體定位。另外，可以從Entrez系統上獲取一些教材。其名稱「Entrez」（源自法語，意思爲「進來吧！」）旨在表現該數據庫歡迎公眾搜尋NLM（國家醫學圖書館）的內容的熱情。

## 數據庫
Entrez會在下列數據庫中進行搜尋：
- PubMed
- PMC（PubMed Central免費獲取PubMed上的文章全文）
- 站點搜尋：NCBI網頁以及FTP
- 在線圖書
- 人類孟德爾遺傳學 (OMIM)
- 核酸序列數據庫 (GenBank)
- 蛋白質序列數據庫
- Genome：人全基因組序列以及染色體定位
- Structure：大分子三維結構
- Taxonomy: GenBank中生物的分類學
- SNP:單核苷酸多態性
- Gene:[2]基因以及相關信息
- HomoloGene：真核生物同源群
- PubChem 小分子化學結構
- PubChem Substance（PCS）: 化學物質信息
- 基因組計劃：基因組計劃信息
- UniGene：轉錄序列的基因導向簇
- CDD（英语：Conserved domain database）：保守的蛋白質結構域數據庫
- PopSet：群體研究資料集(流行病學)
- GEO Profiles：基因表現以及表現水平的數據
- GEO DataSets: GEO數據的實驗數據集
- Sequence read archive（序列讀取存盤）：高通量測序數據
- Cancer Chromosomes（癌症染色體）：細胞遺傳學數據庫cytogenetic databases
- PubChem BioAssay（PubChem生物測定）：化學物質的生物活性背景bioactivity screens of chemical substances
- Probe：序列特異性試劑
- NLM Catalog: NLM目錄，包括總數達120萬的期刊、圖書、多媒體資料、計算機軟件、電子資源，以及其他一些LocatorPlus上的資源，每週都會更新。

## 使用
除了直接使用Entrez搜尋全局資料外，NCBI還提供了Entrez的編程工具（eUtils）。使用這個工具能得到更精確的結果。 

## 歷史
1991年，Entrez資料庫以CD的形式開始運作。1993年，Entrez建立了因特網上的資料庫。1994年，NCBI建立了網站，Entrez也自然成爲網站的一部分。2001年，Entrez暑假上線。2003年，NCBI開發了Entrez基因數據庫。

## 外部連結
- Entrez search engine form（页面存档备份，存于）
- Entrez Help（页面存档备份，存于）